# 高田なみ
高田なみ（たかたなみ）は、日本の女性歌手・ボイストレーナーである。富山県富山市出身。ポップスユニット「Step to Heaven」「Sora」のボーカルも務めている。2007年よりソロデビュー。

## ディスコグラフィー

### アルバム
1. Wish You Were Here/ Step to heaven (2002年3月）日本コロムビア　アルバム
2. 声に恋する「ヴォイス・トレーニング」/高田なみ（2004年4月21日）日本コロムビア　教則CD
3. Clover/Sora（2004年5月）WAVE　シングル
4. Ensuite/Ensuite（2006年12月）RSM　アルバム
5. nami 〜The good days J-pop〜/高田なみ（2007年4月18日）PRHYTHM
  1. 夏の恋人（竹内まりや）
  2. あの日にかえりたい（荒井由実）
  3. Down Town（EPO）
  4. 友だち（今井美樹）
  5. みずいろの雨（八神純子）
  6. 小さなワルツ（大貫妙子）
  7. あなたに出逢えてよかった（平松愛理）
  8. マイ・ピュア・レディ（尾崎亜美）
  9. 少女（五輪真弓）
  10. 夢で逢えたら（吉田美奈子）
6. き・ら・き・ら～生まれ育ったこのまちで～/高田なみ（2007年10月）富山青年会議所　シングル
7. Believe/高田なみ（2011年9月）WAVE　シングル
8. Sunlight Shower/高田なみ（2013年11月）WAVE　アルバム
9. Nami Oto/高田なみ（2016年11月）WAVE　アルバム

## 書籍
- 「声」磨きは「自分」磨き / 高田なみ（2019年12月3日）ギャラクシーブックス　自伝・教則本